# Fluorid titaničitý
Fluorid titaničitý je anorganická sloučenina se vzorcem TiF4. Tato bílá hygroskopická pevná látka zaujímá na rozdíl od ostatních titaničitých halogenidů polymerní strukturu. Podobně jako u dalších tetrahalogenidů jde o silnou Lewisovu kyselinu.

## Příprava, struktura a reakce
TiF4 se nejčastěji připravuje reakcí chloridu titaničitého s přebytkem fluorovodíku:
TiCl4 + 4 HF → TiF4 + 4 HCl
Přečišťování se provádí sublimací, při které dochází ke zvratnému štěpení polymerní struktury.
Rentgenovou krystalografií bylo zjištěno, že Ti centra jsou oktaedrická, ovšem propojena do neobvyklého sloucovitého uspořádání.
TiF4 se vytváří komplexy s mnoha různými ligandy; příkladem může být sloučenina cis-TiF4(MeCN)2, jež vzniká reakcí s acetonitrilem.